# سفیدباز رخ‌سیاه
سفیدباز رخ‌سیاه یا باز رخ‌سیاه (نام علمی: Leucopternis melanops) نام یک گونه از سرده سفیدبازها است.